# Kovács Károly (ügyvéd)
Kovácsvágási Kovács Károly, Kovách (Szürte, 1818 – Szürte, 1897. július 8.) ügyvéd és földbirtokos.

## Életútja
A sárospataki református főiskolában 1838-ban végezte a jogot, majd mint joggyakornok az 1839-40. évi országgyűlésre küldték. Ugyanezen évben királyi táblai jegyzővé esküdött fel és Lányi Imre Ung vármegyei főispán mellett titkár lett. 1840-ben az ügyvédi vizsgálat is letette. Az országgyűlés alatt egyike volt azon lelkes ifjaknak, akik a szabadelvű követek arcképeinek létesítésével azok érdemeinek megörökítését indítványozták. 1841-ben megyéjébe visszatérve, Ungvárt ügyvédi irodát nyitott. A védegylet felállításakor annak jegyzője lett.
1843-ban Ung megye megválasztotta táblabírájává; 1845-ben azonban az izgalommal járó nyilvános élettől megválva, falusi magányába vonult és gazdálkodott; de már az Apponyi által behozott adminisztrátori rendszer elleni küzdelemben mégis részt vett. Az 1848-1849. események alatt a nemzetőrség szervezésénél fejtett ki nagy tevékenységet; majd beosztva a Kazinczy hadtestébe századosi rangban szolgálta hazáját és a költségekben megszűkült hadipénztárt pénzbeli áldozattal is segítette. A zsibói fegyverletétel után haza ment; de már szeptemberben elfogták és Kassára kísérték, haditörvényszék elé állították és javait elkobozták; 1850-ben ítélet nélkül elbocsátották, de folyton figyelemmel kisérték.
1853-ban megyei tanácsbírónak választották meg, a gyűlésen jelen volt császári és királyi biztos tiltakozott megválasztása ellen és ez akkor elmaradt; azonban 1855-ben újra megválasztották és azóta nagy buzgalommal működött a gyűléseken; különösen egyháza ügyeit mint egyházmegyei főgondnok a kerületi gyűléseken előmozdította. 1867-ben a manija járás főszolgabírájává választatott meg; sokat tett 1871-ben a volt földesúri osztály, a nemesség és a felszabadított néposztály közti ellentétek kiegyenlítésére a bonyolult tagosítási ügyekben alispáni minőségben való kiküldetése idejében. Ez évben megvált a hivatalos pályától és visszavonult mezei jószágára.
Minden időben következetesen az ellenzékhez tartott és a nagykaposi függetlenségi pártnak többízben képviselőjelöltje és állandóan elnöke volt. Nagy érdeklődéssel volt a nemzet kulturális törekvései iránt. Egyházmegyéje küldte fel a debreceni 1881. évi református országos zsinatra, ahol gyakran felszólalt, különösen az egyházi biróság és törvénykezési rendtartás tervezetének tárgyalásakor. A sárospataki református főiskola igazgató-tanácsosa volt.
1841-től rendes levelezője volt a Kossuth Pesti Hirlapjának és Helmeczy Jelenkorának.

## Munkái
- A jó alkotmány és zsidó emancipatio. Irányczikkek. Pest, 1861.
- Egyenlítő (aequator) vagyis: kibékülés Magyarhonban. Röpirat. Bécs, 1864. (Németül. Uo. 1864.)

Szinnyei szerint ezen két munka neki tulajdonítandó; a címlapokon rangja ügyvédnek és jogtudósnak van jelezve.